# Réti Piroska-díj
A Réti Piroska-díj alapítója Réti Piroska (1914-2009) Nívódíjas (1987) és a Magyar Népköztársaság Érdemrend kiskeresztjével kitüntetett balett mester (Életműdíj 2003-ban, Táncművészetért díj 2005-ben), aki a Balettpedagógusi Nívódíjat 1985. február 15-én alapította. 
A díj az amatőrök körében folytatott eredményes tevékenységet honorálja, melyet a Táncpedagógusok Országos Szövetsége vezetősége ítél oda.
Réti Piroska balettmester végtelenül szerény, nagy szakmai tudású és sok tapasztalattal rendelkezett, aki szinte minden alkalommal a háttérből figyelte a mesterek munkáját. Őt magát soha nem engedte ünnepelni, pedig az általa történő felajánlás sokaknak szárnyakat adott a további munkához.
A mesterek zöme igen nehéz körülmények között tanított, főleg vidéken, mégis lelkesen és nagy felelősséggel terjesztették a tánc művészetét, mint tánctérítők. Ez a kiszélesedett táncpedagógusi munka tette lehetővé, hogy eldugott kis faluból is volt érdeklődő a tánctanulás iránt, félretéve a régimódi előítéleteket, sokan a Balett Intézetbe (ma Magyar Táncművészeti Egyetem, lásd a Magyarországi felsőoktatási intézmények listája oldalt  Archiválva 2018. április 10-i dátummal a Wayback Machine-ben) jelentkezve tanulmányokat folytattak, majd mint végzős növendékek tehetségükkel a magyar táncművészet méltó képviselői lettek.

## Díjazottak
- 1984 Farkas Olga
- 1988 Tarnai Ilona
- 1989 Zákány Magdolna
- 1992 Kalocsai Edit
- 1992 Szilágyiné Katona Olga
- 1993 Ábrahám Anikó
- 1993 Mozsonyi Albert a Szolnoki Balett létrehozója
- 1994 Vollay Enikő
- 1995 Róthné Major Klára
- 1996 Latabár Katalin
- 1997 Grünwald Krisztina
- 1998 Bárány Ilona
- 1999 Rimóczi Márta
- 2000 Csáky Mária
- 2002 Gyuricza Lilian
- 2005 Kosztyáné Bódis Beáta
- 2005 Pers Júlia